# Dracaena ombet
Dracaena ombet är en sparrisväxtart som beskrevs av Heuglin, Karl Theodor Kotschy och Johann Joseph Peyritsch. Dracaena ombet ingår i släktet dracenor, och familjen sparrisväxter.

## Underarter
Arten delas in i följande underarter:
- D. o. ombet
- D. o. schizantha